# Yvonne Hasler
Yvonne Hasler (* 13. Oktober 1968) ist eine ehemalige liechtensteinische Leichtathletin.

## Biografie
Yvonne Hasler trat bei den Olympischen Spielen 1988 in Seoul an. Im Wettkampf über 200 m schied sie trotz persönlicher Bestzeit von 24,91 Sekunden im Vorlauf aus. Neben dem Sprint trat sie auch bei anderen Wettkämpfen im Siebenkampf, Weit- und Hochsprung sowie im Kugelstoßen und über 100 m Hürden an.